# Musikjahr 1511
Liste der Musikjahre

◄◄ | ◄ | 1507 | 1508 | 1509 | 1510 | Musikjahr 1511 | 1512 | 1513 | 1514 | 1515 | ► | ►►

Weitere Ereignisse
Dieser Artikel behandelt das Musikjahr 1511.

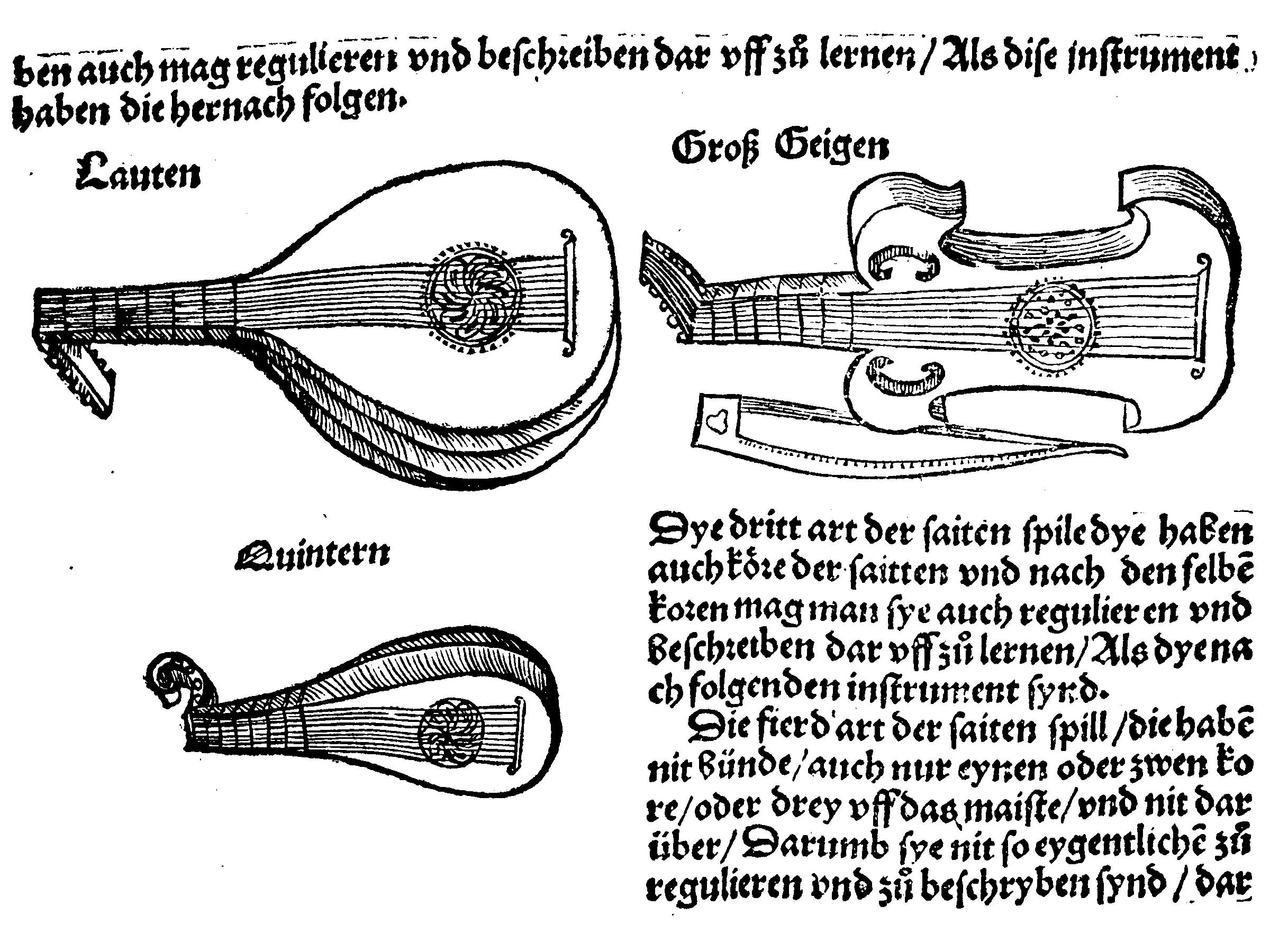
Auszug aus dem Buch Musica getutscht und außgezogen (1511) von Sebastian Virdung.

## Ereignisse
- Martin Agricola, der zunächst auf dem elterlichen Hof arbeitet, reist ab 1510 durch den ostdeutschen Raum. Während dieser Phase eignet er sich als Autodidakt die Grundlagen seines musikalischen Wissens an. Die Stationen seiner Reise sind unbekannt, vermutlich gehörten Frankfurt (Oder) und Leipzig zu ihnen.
- Cosmas Alder besucht bis 1511 die Stiftsschule St. Vinzenz in Bern.
- Bonifacius Amerbach studiert an der Artistenfakultät der Universität Basel und hört Musiktheorie. Er komponiert Liedsätze nach Heinrich Isaac und Ludwig Senfl. Daneben nimmt er Musikunterricht bei dem Organisten Johannes Kotter. Daraus entsteht ein Tabulaturbuch, das als Codex Amerbach zu den umfangreichsten Arbeiten des frühen 16. Jahrhunderts zählt.
- Noel Bauldeweyn wirkt von 1509 bis 1513 als magister cantorum in der Kirche St. Rombaut in Mecheln in der Nachfolge von Jean Richafort. Dies belegt ein Vermerk über die Tätigkeit von „Natalis Balduini“ in den Kapitularakten der Kirche St. Rombaut.
- Antoine Brumel, der Kapellmeister in der Hofkapelle der Familie d’Este in Ferrara war, geht nach der Auflösung der Hofkapelle im Jahr 1510 wie die meisten anderen entlassenen Musiker nach Mantua. worauf ein Dokument vom 11. Mai 1512 schließen lässt.
- Hans Buchner, Domorganist am Münster zu Unserer Lieben Frau in Konstanz, ist auch als Orgelexperte gefragt. 1511 hält er sich in Freiburg vermutlich wegen der dortigen Münsterorgel auf.
- Marco Cara steht seit 1495 und bis 1525 als Lautenvirtuose im Dienst der Familie Gonzaga in Mantua, die zu seiner Zeit Künstler aller Richtungen fördert.
- Nicolas Champion ist Mitglied in der Hofkapelle Karls V. Hier nimmt er einen hohen Rang ein und wird sehr gut bezahlt, wenn er auch nicht den Rang von Pierre de la Rue erreicht. Durch seine guten Kontakte und seine Dienste bei Hof erwirbt er von 1508 bis etwa 1520 eine Reihe von Benefizien in den Städten Brügge, Namur, Lens, Lier, Oostvoorne, Valenciennes, Geervliet und Brielle.
- Josquin Desprez ist seit 1504 Propst an seiner früheren Wirkungsstätte Condé-sur-l’Escaut. Er wird als monsieur le prevost messire Josse des pres bezeichnet. Die Stellung ist für den ehemaligen Kapellmeister nicht nur wegen seines dortigen Haus- und Grundbesitzes attraktiv, sondern noch mehr wegen der guten Personalausstattung der Kirche und der Qualität der dortigen Musikausübung, die nur noch von der Kathedrale in Cambrai und von Saint-Vincent in Soignies übertroffen wird. Der Propst hat hier (nach einer Aufstellung aus dem Jahr 1523) die weltliche Macht im Kirchensprengel inne und ist der Vorgesetzte des Dekans, des Schatzmeisters, von 25 Kanonikern, 18 Kaplänen, 16 Vikaren und sechs Chorknaben, dazu einigen Priestern ohne Pfründe; in den aufwändig gestalteten Gottesdiensten wirkt in der Regel ein Chor aus den Vikaren und Chorknaben mit, so dass bis zu 22 musikgeübte Stimmen zur Verfügung stehen und bis zu sechsstimmige Werke aufgeführt werden können. In dieser Stellung wirkt Josquin Desprez 17 Jahre lang bis zu seinem Lebensende.
- Sixt Dietrich studiert an der Universität Freiburg.
- Antonius Divitis ist Sänger in der Hofkapelle der französischen Königin Anne de Bretagne, wo zu dieser Zeit auch Jean Mouton, Claude de Sermisy und Jean Richafort angestellt sind.
- Pedro de Escobar ist Magister Puerorum an der Kathedrale in Sevilla bis zu seiner Amtsniederlegung 1514.
- Robert Fayrfax, der bereits 1504 in Cambridge den Grad eines Doktors der Musik erworben hatte, erhält 1511 diesen Doktortitel auch in Oxford.
- Antoine de Févin, der vermutlich in Paris lebt und eine Anstellung am französischen Königshof hat oder mit dieser Institution assoziiert ist, stirbt Ende des Jahres.
- Heinrich Finck ist – gemäß einem archivarischen Beleg – mit 60 Gulden Jahresgehalt am Stuttgarter Hof von Ulrich von Württemberg (Amtszeit mit Unterbrechungen 1498 bis 1550) angestellt, und zwar als „capellmaister“ bzw. als „singemeister“. Unsicher und umstritten ist der Umfang der Mitwirkung Fincks an der Hochzeit von Herzog Ulrich mit Sabina von Bayern im März 1511. Eine vorsichtige Annahme besteht darin, dass nur das siebenstimmige Credo der „Missa in summis“ mit dem nur hier eingearbeiteten weltlichen Hochzeitslied „O Venus bant“ und vielleicht auch die ebenfalls siebenstimmige Antiphon „Veni sancte spiritus: Reple tuorum“ mit dieser Hochzeit in Zusammenhang stehen.
- Johannes Ghiselin, der 1505 den Hof der Familie d’Este in Ferrara nach dem Ausbruch der Pest verlassen hat, ist Mitglied der Bruderschaft Onze Lieve Vrouwe (Unserer Lieben Frau) in Bergen op Zoom in Flandern. Dies zeigt eine Gehaltsliste der Bruderschaft aus dem Jahr 1507, wobei die Höhe des ausgezahlten Betrages auf eine Mitgliedschaft seit mindestens einem Jahr hindeutet. Die Gehaltslisten der Bruderschaft für die Jahre 1508 bis 1510 sind verlorengegangen, und auf der Liste von 1511 erscheint sein Name nicht mehr. Weil auch seit 1505 keine weiteren Werke von ihm erschienen sind, kann daraus geschlossen werden, dass Ghiselin zwischen 1507 und 1511 verstorben ist.
- Nicolas Gombert ist möglicherweise ein Schüler von Josquin Desprez, der seit dem Jahr 1504 im etwa 40 km entfernt gelegenen Condé-sur-l’Escaut als Propst tätig ist.
- Lupus Hellinck, der am 24. Mai 1506 als Chorknabe an der Kirche St. Donatian in Brügge aufgenommen wurde, wird 1511 nach Eintritt des Stimmbruchs vom Chordienst freigestellt, um den Schulunterricht zu besuchen.
- Paul Hofhaimer lebt in Augsburg, der „heimlichen Hauptstadt“ von Kaiser Maximilian I., wo er unter dessen Gunst freischaffend tätig ist.
- Heinrich Isaac lebt spätestens seit Ende 1511 wieder in Florenz.
- Erasmus Lapicida ist als Sänger und Komponist religiöser Lieder an der Hofkapelle des Pfälzer Kurfürsten Ludwigs V. (Regierungszeit 1508–1544) in Heidelberg tätig bis etwa zum Jahr 1520.
- Georg Liban, der 1502 in Krakau den akademischen Grad eines Bakkalaureus erlangt hat, wird 1511 Magister. Anschließend hält er Vorlesungen an der Universität Krakau und ist von etwa 1506 bis 1528 an der Schule der Marienkirche tätig.
- Rossino Mantovano, der 1509 als Altist an den Chor der Kathedrale von Mantua kommt, wirkt dort 1510–1511 als maestro di canto.
- Einige Staatsmotetten von Jean Mouton deuten darauf hin, dass er schon vor dem Jahr 1509 in die Dienste von Königin Anne de Bretagne, der Ehefrau von König Ludwig XII. von Frankreich (Regierungszeit 1498–1515), getreten ist. In ihrer Hofkapelle sind mehr Komponisten versammelt als in der von König Ludwig, außer Mouton beispielsweise Antonius Divitis, Jean Richafort und Claudin de Sermisy.
- Marbrianus de Orto, der seit 1510 premier chapelain der Hofkapelle der Regentin Margarete von Österreich in Brüssel ist, wechselt sich in diesem Amt bis 1517 mit Anthoine de Berghes ab. Dieser Wechsel hängt mit Residenzpflichten an anderen Kirchen zusammen, nachdem er ab 1510 als Kanoniker an der Kathedrale Notre-Dame in Antwerpen (Liebfrauenkirche) ist und ab 1513 in der gleichen Funktion an Saint-Gudule in Brüssel tätig sein wird.
- Francesco Patavino ist Kantor und Priester an der Kathedrale von Padua. Dort verbleibt er bis Juli 1512.
- Francisco de Peñalosa ist Mitglied der königlichen spanischen Kapelle. Seit 1511 ist er auch als Musiklehrer für den Thronerben Ferdinand I. tätig; seinen Dienst als Sänger in der spanischen königlichen Kapelle versieht er bis zum Tode des Königs im Jahre 1516.
- Johannes Prioris, der möglicherweise bereits seit Ende der 1480er Jahre Mitglied der französischen Hofkapelle war, ist nachweislich von 1503 bis 1512 Kapellmeister (maître de chapelle) der Hofkapelle.
- Jean Richafort ist wahrscheinlich seit August 1509 Mitglied der Kapelle der französischen Königin Anne de Bretagne.
- Pierre de la Rue ist – wie Nicolas Champion und Marbrianus de Orto – in der Hofkapelle der Regentin Margarete von Österreich in Brüssel tätig. Der Komponist bleibt in den folgenden Jahren am Hof der Statthalterin in Mecheln, deren Lieblingskomponist er wird, und zu deren Ehren er zahlreiche Gelegenheitskompositionen schreibt.
- Arnolt Schlick veröffentlicht 1511 den Spiegel der Orgelmacher und Organisten. In diesem Werk behandelt er auf 59 Seiten Aspekte des Orgelbaus (z. B. Mensur, Pfeifenmaterial, Bälge, Windladen, Aufstellungsort) und Zeitpunkt und Art der Stimmung von Orgeln, wobei er dabei nicht die damals übliche mitteltönige Stimmung beschreibt, sondern eine praxisorientierte ungleichschwebende Stimmung vorschlägt, ähnlich den Stimmungen Andreas Werckmeisters 170 Jahre später. Ein Exemplar des lange verschollenen Büchleins wird erst um 1860 wiederaufgefunden, ein zweites 1952.
- Claudin de Sermisy wirkt als Geistlicher in der Diözese Noyon und als Sänger in der Privatkapelle von Königin Anne de Bretagne.
- Die Pfründe von Johannes Tinctoris in Nivelles gehen am 12. Oktober 1511 an einen anderen Kleriker, einen gewissen Peter de Concinck, woraus sich ergibt, dass Tinctoris kurz zuvor verstorben ist. Sein Sterbeort ist jedoch nicht bekannt.
- Bartolomeo Tromboncino ist nach Aufenthalten in Vicenza und in Casale von 1501 bis 1512 in Mantua tätig.
- Sebastian Virdung veröffentlicht seine musiktheoretische Schrift Musica getutscht und außgezogen in Basel. Danach verliert sich Virdungs Spur.
- Johannes Wannenmacher wirkt seit dem 13. Februar 1510 in Bern als Kantor. Es gibt anfänglich disziplinarische Maßnahmen gegen ihn, da er wegen seiner Vorliebe für „einen guten Tropfen“ Verpflichtungen als Chorleiter offenbar nicht ordentlich wahrnimmt.

## Vokalwerke

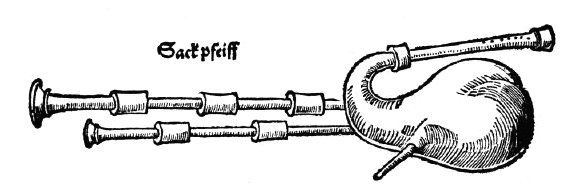
Sackpfeife in: Sebastian Virdung, Musica Getutscht, 1511

### Geistlich
- Antoine Brumel – Missa de beata virgine zu vier Stimmen (wahrscheinlich 1510/1512)

### Weltlich
- Jean Mouton – Qui ne regrettroit le gentil Fevin zu vier ex zwei Stimmen (Totenklage auf den Tod Antoine de Févins)
- Franciscus Bossinensis – Tenori e contrabassi intabulati col sopran in canto figurato.. Libro secundo, Venedig: Ottaviano Petrucci

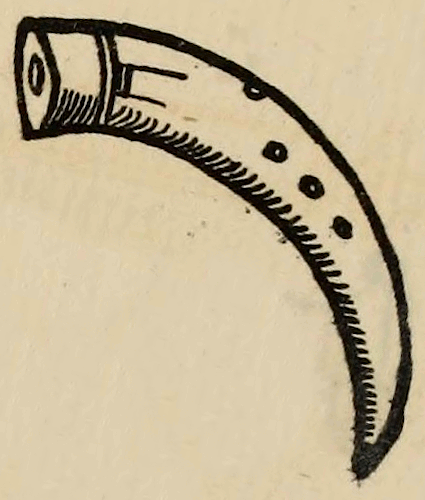
Gemshorn in: Sebastian Virdung, Musica Getutscht, 1511

## Musiktheoretische Schriften
- Arnolt Schlick – Spiegel der Orgelmacher und Organisten, Heidelberg
- Sebastian Virdung – Musica getutscht und außgezogen (Basel; enthält Erwiderung auf Schlick): Noten und Audiodateien im International Music Score Library Project

## Geboren

### Geburtsdatum gesichert
- 08. November: Paul Eber, deutscher Theologe, Kirchenlieddichter und Reformator († 1569)
- 30. November: Wolfgang Hilliger, deutscher Geschütz- und Glockengießer († 1576)

### Genaues Geburtsdatum unbekannt
- Nicola Vicentino, italienischer Komponist und Musiktheoretiker († um 1576)

## Gestorben

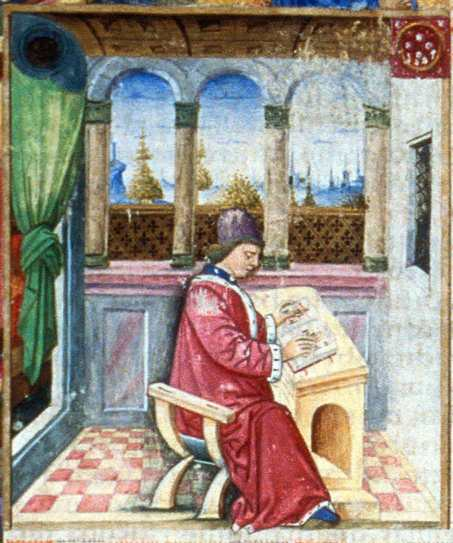
Johannes Tinctoris; † vor 12. Oktober

### Genaues Todesdatum unbekannt
- vor 12. Oktober: Johannes Tinctoris, franco-flämischer Komponist und Musiktheoretiker (* um 1435)

### Gestorben um 1511
- Antoine de Févin, franko-flämischer Komponist, Sänger und Kleriker (* um 1470)

### Gestorben nach 1511
- Franciscus Bossinensis, italienischer Arrangeur und Komponist (* 15. Jahrhundert)
- Sebastian Virdung, deutscher Sänger, Komponist und Musiktheoretiker (* um 1465)